# سیارک ۱۴۸۱۴
سیارک ۱۴۸۱۴ (به انگلیسی: 14814 Gurij، نامگذاری:1981RL2) چهارده هزار و هشتصد و چهاردهمین سیارک کشف شده‌است که در ۷ سپتامبر ۱۹۸۱ کشف شد.
قدر مطلق سیارک برابر ۲۵.۷ است.